# Golden Globe alla carriera televisiva
Il Golden Globe alla carriera televisiva è un premio istituito nel 2019 ed intitolato a Carol Burnett, prima vincitrice.

## Elenco vincitori
- 2019 – Carol Burnett
- 2020 – Ellen Degeneres[2]
- 2021 – Norman Lear[3]
- 2022 – Non assegnato
- 2023 – Ryan Murphy